# أوفي (نوكيا)
أوفي (بالإنجليزية: OVI) خدمة وعلامة تجارية من شركة نوكيا مقدمة لنظام سمبيان مرتبطة ببيانات الإنترنت. يمكن استخدام الخدمة على أكثر من منصه مثل سيمبيان أس60 أو سلسلة 40 أو مايمو سواء على أجهزة المحمول أو أجهزة الكمبيوتر الشخصية من خلال أوفي سويت أو حتى شبكات الويب. تقدم أوفي خمس خدمات هم، خرائط أوفي، ومتجر أوفي للتطبيقات والألعاب لنظام سمبيان، وخدمة أوفي موسيقى، وخدمة أوفي سيت لنقل الملفات بين الحاسوب والجهاز الخلوي. أعلنت نوكيا عن تحويل الخدمة إلى منصة بهدف الأطراف الأخرى مثل المشغلين وخدمات الجهات الخارجية مثل موقع ياهوو للصور فليكر من الاستفادة من خدمات أوفي التي تقدمها نوكيا.
في عام 2007، تم الإعلان عن إطلاق خدمة أوفي لأول مرة، جاء الإعلان بمثابة انتقال نوكيا إلى عالم خدمات وتطبيقات الإنترنت. في البداية، أعلن أن التطبيق يستهدف هواتف نوكيا المزودة بالإنترنت والهواتف الذكية إس 60 مع إمكانية الوصول إليه عبر الويب وأجهزة الكمبيوتر. منذ إنشاء اوفي وهي في منافسة قوية خاصة من متجر تطبيقات آبل. اعتبارا من يناير 2012، بلغت عدد التنزيلات اليومية أكثر من 10 مليون، كما وصل 158 مطورا إلى أكثر من مليون تنزيل لتطبيقاتهم.
في 16 مايو 2011، أعلنت نوكيا عن توقف خدمة أوفي التجارية وتحويل منصة نظامها إلى ويندوز فون. بدأ الانتقال في يوليو عام 2011 واكتمل بحلول نهاية عام 2012. في سنة 2015 اشترت مايكرسوفت الخدمة من نوكيا مقابل مليونَي دولار وتحولت خدمة أوفي إلى خدمة أوبرا موبايلي ستور.

## التاريخ
في 29 أغسطس عام 2007، تم الإعلان عن اوفي في حدث جو بلاي في لندن. في 28 أغسطس 2008، تم إصدار النسخة التجريبية العامة. مع مرور الوقت، توسعت البنية التحتية لخدمة أوفي كما سجلت العديد من براءات الإختراع غير شراءها براءات اختراع من شركات أخرى مثل شركة ستارفيش سوفتوير وإنتليزينك ونافتك وجانب فايف وبلازس وغيرهم. تم تطوير المكونات الأخرى داخليا. في 20 مايو عام 2009، في حدث أين 2.0 في سان خوسيه، كاليفورنيا، الولايات المتحدة الأمريكية، أعلنت نوكيا عن إصدار مشغل الخرائط أوفي أية بي إل، مما يسمح لمطوري الويب بتضمين خرائط اوفي في موقع ويب باستخدام جافا سكريبت.

## الخدمات

### متجر أوفي
أطلق متجر أوفي في جميع أنحاء العالم في مايو 2009، تمكن العملاء من تنزيل الألعاب والتطبيقات ومقاطع الفيديو والصور ونغمات الرنين على أجهزة نوكيا الخاصة بهم. كانت بعض العناصر مجانية والأخرى بمبالغ مالية يمكن شراءها باستخدام بطاقة الائتمان أو من خلال فواتير المشغل في المشغلين المختارين. يصنف المحتوى في متجر أوفي إلى الفئات المميزة والألعاب والتخصيص والتطبيقات والصوت والفيديو. حل متجر أوفي محل مجموعات خدمات نوكيا الأقدم، ودونلود!، وموش.
يهدف متجر أوفي إلى تقديم محتوى للعملاء متوافق مع أجهزتهم المحمولة ومناسب لأذواقهم ومواقعهم. يمكن للعملاء مشاركة التوصيات مع أصدقائهم ومعرفة ما يقومون بتنزيله، والسماح لهم برؤية العناصر التي تهمهم.
بالنسبة لناشري المحتوى قامت نوكيا بتقديم أداة الخدمة الذاتية لجلب المحتوى الخاص بهم إلى متجر أوفي. يتضمن المحتوى المدعوم أنواع تطبيقات فلاش وجافا بلاتفورم ميكرو إديشين وعناصر واجهة المستخدم ونغمات الرنين وخلفيات الشاشة والموضوعات والمزيد لسلسلة أجهزة نوكيا 40 وسيمبيان أس60 وأيضا سيمبيان^ 3. عرضت نوكيا حصة إيرادات بنسبة 70% من إجمالي المبيعات، بعد خصم المبالغ المستردة والمرتجعات، خصم الضرائب المطبقة، تكاليف فواتير المشغل الثابت. بلغ عدد التنزيلات اليومية 10 ملايين تنزيل في أغسطس عام 2011. كان هناك 116,583 تطبيقا اعتبارا من ديسمبر عام 2011.
في عام 2012، تم إعادة تسمية متجر أوفي باسم متجر نوكيا. كان متجر أوفي مختلف عن هواتف سيمبيان ليتناسب مع التحول الجديد للعلامة التجارية، تم تغير لونه من الأزرق إلى الأخضر. في عام 2012، كان متجر أوفي في المرتبة الثالثة من حيث أكبر مواقع التحميل للهواتف المحمولة في السوق بعد متجر تطبيقات أبل وجوجل بلاي. منذ عام 2014، لم يعد المطورين قادرين على نشر التطبيقات الجديدة وتحديثات التطبيقات لمنصتي سيمبيان وميقو إلى متجر نوكيا. منذ 18 فبراير عام 2014، توقفت مايكروسوفت رسميا عن قبول التطبيقات الجديدة لخدمة منشورات نوكيا والتسجيلات الجديدة في موقع منشورات نوكيا ونوكيا المطورة، وتعاقدت رسميا من موقع نوكيا المطور في مارس 2015 وشجعت المطورين على الانتقال إلى شبكة مطوري مايكروسوفت وموقع ويندوز المطور لتطوير تطبيقات ويندوز فون وويندوز.
في عام 2015، أوقفت مايكروسوفت إنتاج تطبيقات متجر نوكيا، ونقل المستخدمين إلى متجر أوبرا موبايل كمتجر تطبيقات جديد لأجهزة نوكيا القديمة.

### أوفي سوايت
يتيح أوفي سوايت لمستخدمي هواتف نوكيا المحمولة تنظيم ومشاركة صورهم وبيانات بي أي إم بين أجهزة الكمبيوتر والهواتف الخاصة بهم. كان هذا هو الجيل التالي من نظام نوكيا بي سي، في النهاية أصبح أوفي نوكيا سويت هو تطبيق الكمبيوتر الوحيد الذي تقدمه نوكيا. الإصدار التجاري من أوفي سوايت نوكيا كان 3.3.86. في نوفمبر عام 2008، أعلنت نوكيا عن إصدار متوافق مع نظام التشغيل ماك أو إس إكس يمكن هواتف نوكيا من الاتصال بأجهزة كمبيوتر ماك عبر تطبيق أبل ايسنس.

### خدمة مزامنة أوفي
تتيح خدمة مزامنة أوفي مزامنة بيانات جهاز الاتصال بين هواتف نوكيا سيمبيان ومركز بيانات أوفي نوكيا. تبدأ المزامنة على الهواتف وتكون ثنائية الاتجاه.

### جهات اتصال أوفي
جهات اتصال أوفي، قسم دفتر العناوين في أوفي دوت كوم وتسمح بعرض معلومات الاتصال وتعديلها. في 25 يناير عام 2012، أعلنت نوكيا على موقع أوفي على الويب أنه سيتم إيقاف الوصول عبر الويب إلى معلومات الاتصال. ومع ذلك، صرحت نوكيا أن مزامنة اوفي ستعمل بعد هذا التاريخ، مما يسمح لمستخدمي هاتف نوكيا سيمبيان بالاستمرار في نقل بيانات الاتصال بالهاتف من وإلى خوادم مركز بيانات نوكيا. نتيجة لإيقاف الوصول إلى بيانات جهات الاتصال عبر الويب بالإضافة إلى انتقالها إلى أجهزة ويندوز فون سيفن التي تزامن البيانات مع مايكروسوفت هوتميل. في أواخر عام 2011، أضافت نوكيا القدرة على تنزيل جميع معلومات جهات اتصال أوفي بتنسيق CSV للاستيراد إلى جهاز آخر مزود بالاتصال عبر الإنترنت. صرحت نوكيا أن إمكانية التنزيل هذه ستبقى عبر عنوان URL contactsui.ovi.com حتى بعد انتهاء الوصول إلى بيانات الاتصال عبر الويب.

### تقويم أوفي
تقويم أوفي، تم تصميمه للمزامنه مع تقويم هواتف نوكيا سيمبيان عن طريق أو في مزامنة. في 31 أغسطس عام 2011، انتهى الوصول إلي تقويم أوفي. ولا يزال من الممكن تصدير بيانات تقويم أوفي بتنسيق أي تقويم على calendar.ovi.com. صرحت نوكيا بأنها ستستمر في توفير إمكانية التنزيل هذه على الرغم من انتهاء عرض الويب وتحرير بيانات التقويم، وستواصل أوفي مزامنة بيانات تقويم هاتف نوكيا سيمبيان مع خوادم مركز البيانات.

### خرائط أوفي
باستخدام خدمة خرائط أوفي عبر الإنترنت، يمكن للعملاء تصفح الأماكن من جميع أنحاء العالم، والتخطيط للرحلات، والبحث عن العناوين ونقاط الاهتمام، وحفظها على أوفي. يمكن استخدام خرائط أوفي للويب على أي متصفح وأي نظام تشغيل للكمبيوتر الشخصي أو جهاز ماك. لتثبيت المكون الإضافي لخرائط أوفي الذي يتيح المزيد من الميزات، يحتاج المستخدم إلى نظام تشغيل مايكروسوفت وويندوز إكس بي أو ويندوز فيستا مع انترنت اكسبلورر 6 والإصدارات الأحدث أو أحدث موقع ويب من موزيلا فيرفكس 3، أو أبل ماك أو إس إكس مع سافاري 3 والإصدارات الأحدث.
إذا تم تثبيت تطبيق خرائط أوفي المعروف سابقا باسم خرائط نوكيا على جهازك المحمول المتوافق من نوكيا، فيمكنك مزامنة الأماكن والمجموعات والمسارات بين خرائط أوفي وجهازك المحمول. يجب أن يكون لديك حساب نوكيا لتتمكن من المزامنة.
باستخدام نوكيا أوفي سوايت أو محمل خرائط نوكيا على نظام التشغيل مايكروسوفت ويندوز إكس بي أو ويندوز فيستا، يمكن للمستخدمين تنزيل وتحميل بيانات الخرائط وأصوات الملاح مسبقا على أجهزتهم المحمولة. يتيح ذلك للعملاء توفير الوقت والمال حيث يلزم تنزيل القليل من البيانات عبر الهواتف أثناء التشغيل. يمكن أيضا تنزيل بيانات الخرائط بدون نوكيا أوفي سوايت أو محمل خرائط نوكيا من خلال توجيه مستعرض الويب إلى مواقع ملفات الخرائط.

### بريد أوفي
بريد أوفي، هو عنوان بريد إلكتروني مصمم للوصول من أجهزة نوكيا المحمولة ومتصفحات سطح المكتب المتوافقة. في ديسمبر عام 2008، بدأت المرحلة التجريبية وأصبحت متاحة لجميع مستخدمي أوفي في 20 فبراير 2009. تم تنشيط مليون حساب في الأشهر الستة الأولى على الأجهزة المحمولة. تم تفعيل 5 ملايين حساب في عامها الأول. وفقا لموقع أوفي ميل، كان أوفي ميل ذائع الصيت في إيران وتركيا وأذربيجان والعراق وإندونيسيا وجنوب إفريقيا والفلبين والمكسيك والبرازيل والهند.
أكثر من 35 طرازا مختلفا من هواتف إس 40 وإس 60 تدعم بريد أوفي. يعمل بريد الويب مع المتصفحات القياسية مثل اوبرا وIE 6 وIE 7 وفايرفوكس 2 وفايرفوكس 3 وجوجل كروم، كان متاحا بأكثر من 15 لغة وهم الإنجليزية الأمريكية والإنجليزية البريطانية والإندونيسية والماليزية والبنغالية والفلبينية والفرنسية والألمانية والهندية والإيطالية والبرتغالية البرازيلية والصينية والبرتغالية والإسبانية.
في عام 2010، أبرمت كل من ياهو ونوكيا اتفاقية إستراتيجية لشركة ياهو لاستبدال أوفي ميل وأوفي شات بمنتجات ياهو! ماسنجر وبريد ياهو!.
في مارس عام 2015، تم إيقاف أوفي ميل المدعوم من ياهو. بداية من مارس عام 2015، لم يعد المستخدمون قادرين على تسجيل الدخول أو الوصول إلى رسائل البريد الإلكتروني الحالية أو إرسال رسائل جديدة واستلامها باستخدام عنوان نوكيا ميل أو نوكيا شات. إذا كانوا يريدون حفظ رسائل البريد الإلكتروني الحالية الخاصة بهم، فيجب عليهم نسخ بريد نوكيا الحالي الخاص بهم إلى خدمة بريد إلكتروني أخرى أو إلى أجهزة الكمبيوتر الخاصة بهم قبل مارس عام 2015.

### الرسالة الفورية
يتم شحن هواتف نوكيا أيضا مع برنامج المراسلة الفورية. بصرف النظر عن استخدام الحسابات مع مزودي خدمة التراسل الفوري الآخرين المشهورين على سبيل المثال، لشبكة آي سي كيو، يمكن للمستخدم أيضا استخدام حساب أوفي الخاص به لإرسال واستقبال الرسائل الفورية من وإلى مستخدمي أوفي الآخرين. اعتمادا على تعريفات المستخدم لإرسال رسائل نصية قصيرة مقابل الاتصال بالإنترنت من الهاتف المحمول، يمكن أن يكون استخدام المراسلة الفورية إما أرخص بكثير هذه خطة بيانات تعتمد على الحجم أو أكثر تكلفة من خطة بيانات تعتمد على الوقت.

### مشاركة اوفي
أوفي شير، موقع مشاركة الوسائط، كان في الأصل يعرف باسم توانجو. سمح الموقع بتحميل وتخزين الصور ومقاطع الفيديو. يمكن للمستخدمين تحميل الوسائط مباشرة من هواتف نوكيا المحمولة من خلال تطبيق شير اون لاين 3.0، أو يمكنهم بدلا من ذلك استخدام أجهزة الكمبيوتر الخاصة بهم.

### ملفات أوفي
كانت ملفات أوفي عبارة عن خدمة تتيح للمستخدمين الوصول عن بعد وإرسال وإنشاء مرآة عبر الإنترنت للملفات المخزنة على أجهزة الكمبيوتر التي تعمل بنظام ويندوز أو ماكنتوش من أي متصفح ويب محمول أو كمبيوتر. مكنت الميزات التكميلية المستخدمين من تحميل المحتوى إلى أجهزة الكمبيوتر البعيدة ومعاينة مستندات مايكروسوفت أوفيس وأدوبي بي دي دون الحاجة إلى برنامج إضافي للمستعرض أو تطبيق مثبت محليا.
تعتمد ملفات أوفي على خدمة الوصول والمشاركة التي أنشأتها شركة أففينو إنكوربوريتد، التي استحوذت عليها نوكيا في 5 ديسمبر 2007. كانت ملفات أوفي في الأصل خدمة متميزة تم توفيرها مجانا في يوليو 2009. أغلقت الخدمة في 15 أكتوبر 2010.

### متجر الموسيقى أوفي
يتيح متجر الموسيقى أوفي شراء الموسيقى مباشرة من جهاز محمول أو عبر الكمبيوتر الشخصي ويحتوي على أكثر من 11 مليون مسار.
كان المتجر متاحا في أستراليا والنمسا والبرازيل وفنلندا وفرنسا وألمانيا والهند وأيرلندا وإيطاليا والمكسيك وهولندا والنرويج وبولندا والبرتغال والمملكة العربية السعودية وسنغافورة وجنوب إفريقيا وإسبانيا والسويد وسويسرا وتركيا والإمارات العربية المتحدة والمملكة المتحدة مع إطلاق المزيد من الدول بانتظام.
تمت إعادة تسميته لاحقا إلى متجر موسيقى نوكيا وأصبح متاحا في أستراليا والنمسا والبرازيل وفنلندا وألمانيا والهند وإيطاليا والمكسيك وروسيا وسنغافورة والسويد وسويسرا وتركيا والمملكة المتحدة وجنوب إفريقيا.
تمت إعادة تسميته لاحقا إلى مكس راديو وبيعت لشركة لاين.

### مشغل أوفي
مشغل أوفي نوكيا، المعروف في السابق باسم نوكيا موسيقى، برنامج لإدارة الموسيقى وتشغيلها للكمبيوتر الشخصي.
يسمح مشغل أوفي نوكيا للمستخدم بتنزيل المقطوعات من متاجر الموسيقى ويوفر نقلا سهلا للمسارات إلى الهواتف ومشغلات إم بي ثري المدعومة. يدعم مشغل أوفي نوكيا أيضا بروتوكول نقل الوسائط (MTP) ولديه القدرة على نقل المسارات الصوتية إلى أي نوع من الهواتف أو مشغلات إم بي ثري التي تدعم بروتوكول نقل الوسائط عبر يو إس بي.

## نشر المحتوى
يجوز لناشري المحتوى أو بائعي البرامج المستقلين الانضمام إلى برنامج أوفي مقابل رسوم قدرها 1 يورو. تحتفظ نوكيا بنسبة 30% من عائدات المطورين من مبيعات منتجاتهم. ومع ذلك، إذا تم شراء المنتج باستخدام فواتير المشغل، فسيتم منح ما بين 40% إلى 50% من السعر الذي يدفعه المستهلك إلى المشغل أولا. يتم مراجعة المحتوى الذي يطوره الناشر بواسطة نوكيا قبل النشر. يجب أن تكون تطبيقات سيمبيان وجافا وفلاش لايت موقعة من سيمبيان.
توقيع سيمبيان هو برنامج التوقيع الذي تديره مؤسسة سيمبيان. يمكن توقيع الطلبات مجانا كجزء من برنامج أوفي.

## التوقف
في 16 مايو 2011، أعلنت نوكيا عن توقف خدمة أوفي التجارية وتحويل منصة نظامها إلى ويندوز فون. بدأ الانتقال في يوليو عام 2011 واكتمل بحلول نهاية عام 2012. في سنة 2015 اشترت مايكرسوفت الخدمة من نوكيا مقابل مليونين دولار وتحولت خدمة أوفي إلى خدمة أوبرا موبايلي ستور.

## وصلات خارجية
- مجلة أوفي نوكيا